# 勒奈拉克
勒奈拉克（法語：Le Nayrac，法語發音：[lə nɛʁak]）是法国阿韦龙省的一个市镇，属于罗德兹区。

## 地理
勒奈拉克（44°36'47"N, 2°39'47"E）面积36.57 平方千米，位于法国奧克西塔尼大區阿韦龙省，该省份为法国南部内陆省份，位于法國中央高原南部，北起顺时针与康塔爾省、洛泽尔省、加尔省、埃罗省、塔恩省、塔恩-加龙省和洛特省接壤。
与勒奈拉克接壤的市镇（或旧市镇、城区）包括：库比苏、埃斯坦、弗洛朗坦拉卡佩勒、戈利纳克、蒙佩鲁。

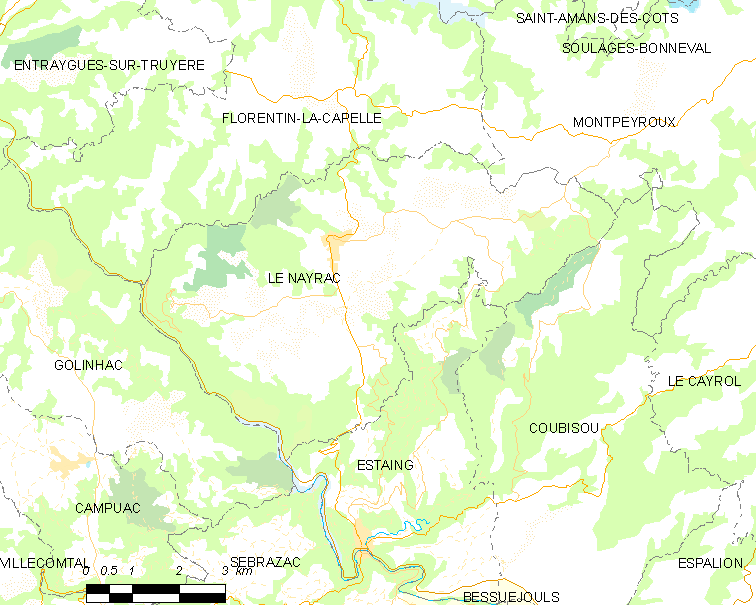
勒奈拉克的OSM定位图

勒奈拉克的时区为UTC+01:00、UTC+02:00（夏令时）。

## 行政
勒奈拉克的邮政编码为12190，INSEE市镇编码为12172。

## 政治
勒奈拉克所属的省级选区为洛特-特吕耶尔县。

## 人口

1962-2008年间勒奈拉克人口变化图示

勒奈拉克于2022年1月1日时的人口数量为546人。